# Lifter (Fluggerät)

Bauweise und Funktionsprinzip

Lifter bezeichnet Fluggeräte, deren Antriebsprinzip auf der Erzeugung eines Ionenwindes durch Ionisation von Luftmolekülen und deren Beschleunigung in einem elektrischen Feld mit starkem Gradienten beruht.

## Funktionsprinzip
Lifter bestehen meist aus leichten Baumaterialien wie Balsaholz oder Ähnlichem, die oft in dreieckigen Strukturen angeordnet sind (obwohl prinzipiell auch andere Geometrien möglich sind) und aus zwei Ebenen bestehen: An der Oberkante des Gerätes verläuft ein dünner Draht, die untere Hälfte besteht aus einem breiten Streifen Alufolie. Im „Flugbetrieb“ liegt zwischen dem Draht (Anode) und der Alufolie (Kathode) eine starke Hochspannung (Bereich 10 kV und aufwärts) an. 
Durch den kleinen Radius entsteht ein starker Feldgradient, in dem um den Draht Luftmoleküle ionisiert und in Richtung der Alufolie beschleunigt werden. Dabei beschleunigen sie durch Stoßprozesse weitere, nicht ionisierte Luftmoleküle, die einen Nettoschub nach unten erzeugen. Man spricht vom Biefeld-Brown-Effekt.

## Beschränkungen
Da der Biefeld-Brown-Effekt das Vorhandensein eines ionisierbaren umgebenden Mediums voraussetzt, können Lifter im Hochvakuum nicht funktionieren. Die größte Einschränkung für den Bau von Liftern ist jedoch ihre Höchstmasse. Da der durch den Ionenwind erzeugte Schub in erster Näherung proportional zur angelegten Spannung ist, erreichen die zum Abheben benötigten Feldstärken bei größeren Massen schnell die kritische Feldstärke von Luft. Dann bilden sich Lichtbögen, die den Ionenwind zusammenbrechen lassen. 
Der Lifter ist kein Perpetuum mobile: Der Ionenfluss ist ein elektrischer Strom, den die Spannungsquelle liefert, wobei sie eine elektrische Leistung erbringen muss.

## Pseudowissenschaft
Der Lifter ist immer wieder das Thema pseudowissenschaftlicher Texte. Im Internet finden sich einige Veröffentlichungen, auf denen ein Lifter mit „Antigravitation“ oder ähnlichen, der klassischen Physik widersprechenden Phänomenen erklärt wird. Auf künstlerischen Darstellungen werden etwa manntragende Lifter dargestellt, oft sogar im Raumflug außerhalb der Erdatmosphäre. Tatsächlich hat es bisher keine Demonstrationen von manntragenden Liftern oder der Funktionstüchtigkeit von Liftern in vacuo gegeben. Das zugrunde liegende physikalische Prinzip lässt derartige Realisierungen auch nicht zu. Der Biefeld-Brown-Effekt lässt sich problemlos im Rahmen des physikalischen Weltbildes erklären, auch in dem der klassischen Physik, und bedarf keines Postulats bislang unbekannter Naturkräfte oder -Effekte.